# Nectandra bartlettiana
Nectandra bartlettiana är en lagerväxtart som beskrevs av Tobias Lasser. Nectandra bartlettiana ingår i släktet Nectandra och familjen lagerväxter. Inga underarter finns listade i Catalogue of Life.